# There Goes My Everything
"There Goes My Everything" ("Allí va mi todo") es una canción del género country compuesta por Dallas Frazier, que alcanzó gran difusión a través de la versión de Elvis Presley quien la grabó a mediados de 1970 editándose a finales de ese año en formato de disco sencillo.   Paralelamente la canción se incluyó en el álbum Elvis Country lanzado al mercado al año siguiente.  El sencillo logró ventas en su momento de 700.000 copias siendo certificado como disco de oro por la RIAA. 

## Antecedentes y grabación
"There Goes My Everything" había sido grabada previamente por cantantes de prestigio como Eddy Arnold, Arnold George Dorsey más conocido como Engelbert Humperdinck y Solomon Burke sin embargo, la interpretación de Elvis con los arreglos orquestales que él mismo le introdujo, hicieron del tema una versión de una calidad de excelencia. El tema, originalmente country adquirió matices líricos al incorporarle Elvis un gran aporte de instrumentos de viento, que a su vez le quitaban algo de la frescura de la improvisación al mismo tiempo que se ahondaba en la elaboración de arreglos.
La canción fue grabada el 8 de junio de 1970 durante las sesiones en el legendario estudio B de la RCA en Nashville, Tennessee. El día anterior Elvis ya había registrado otro tema de corte country, "I Really Don't Want To Know", una canción de similar envergadura en cuanto a instrumentación ya que conllevaba el uso de orquestación de cuerdas y vientos y con una profundidad vocal similar, con el que editarían un disco sencillo del cual "There Goes My Everything" sería la cara B. 
Como pasatiempo y ante la carencia de canciones de su interés, Elvis había comenzado en esas sesiones a cantar temas country que eran de su agrado, y fue de ese modo que sin saberlo, terminó reuniendo el material suficiente como para grabar un álbum completamente dedicado a ese género, precisamente el primer álbum conceptual del artista. 

## Músicos
- Elvis Presley - voz y guitarra acústica rítmica
- James Burton - guitarra eléctrica líder
- Chip Young - guitarra rítmica
- Norbert Putnam - bajo
- Jerry Carrigan - batería
- David Briggs.- piano
- Charlie McCoy.- órgano y armónica

### Sobregrabaciones
- James Burton - guitarra
- Jerry Carrigan. Percusión
- Weldon Myrick.- steel guitar
- Charlie McCoy, George Tidwell, Don Sheffield, Glenn Baxter - trompetas
- Wayne Butler, Norman Ray - saxofón
- Skip Lane - flauta, trompeta y saxofón
- Gene Mullins - trombón
- William Puett - flauta y trombón
- Mary Holladay, Mary (Jeannie) Green, Dolores Edgin, Ginger Holladay, Millie Kirkham, June Page, Temple Riser, Sonja Montgomery, Joe Babcock- coros
- The Jordanaires - coros
- The Imperials - coros [1]

## Listas
| Listas (1971)                  | Posición alcanzada |
| ------------------------------ | ------------------ |
| Australia Goset                | 11                 |
| Record World                   | 15                 |
| UK Singles Chart               | 6                  |
| US Billboard Hot 100           | 21                 |
| US Billboard Hot Country Songs | 9                  |
| US Billboard Easy Listening    | 2                  |